# くちびるに歌を (合唱組曲)
『くちびるに歌を』（くちびるにうたを、ドイツ語: Hab' ein Lied auf den Lippen）は、信長貴富による合唱組曲。この組曲の4曲目の表題曲についてもここで解説する。

## 概要
2005年（平成17年）に東海メールクワィアーの委嘱により男声合唱組曲として作曲され、同年に初演された。指揮＝飯沼京子、ピアノ＝山下勝。その後、2007年に混声合唱版、2011年に女声合唱版が作られた。
組曲を構成する4曲のテキストは、いずれもドイツ語の名詩とその日本語訳から成る。ドイツ語によってロマンティックな音像を導き出し、母国語によって懐深くの情感を呼び覚ますのが狙いである。詩に忠実に音を付していくというよりは、詩から受けたインスピレーションを音像に変換し、その中に言葉を再発見していく方法で構成しているため、作曲されていない詩句がしばしばみられる。終曲は特にその傾向が顕著に表れている。

## 曲目
1. 白い雲
作詩 - ヘルマン・ヘッセ / 訳詩 - 高橋健二
2. わすれなぐさ
作詩 - ウィルヘルム・アレント（ドイツ語版） / 訳詩 - 上田敏
3. 秋
作詩 - ライナー・マリア・リルケ / 訳詩 - 茅野蕭々
4. くちびるに歌を
作詩 - ツェーザル・フライシュレン / 訳詩 - 信長貴富
ドイツ語詩は Hab' Sonne im Herzen（山本有三による訳「心に太陽を持て」が有名）の第2連を抜き出し、日本語詞は信長の創作意欲の表れとして第2連を直訳するのでなく原詩を自由に構成し「くちびるに歌を」（Hab' ein Lied auf den Lippen）としている。

## 楽譜
以下はすべて音楽之友社から出版されている。
- 男声合唱とピアノのための くちびるに歌を（2007年1月発売[3]、ISBN 9784276548572）
- 混声合唱とピアノのための くちびるに歌を （2008年10月発売[4]、ISBN 9784276544833）
- 女声合唱とピアノのための くちびるに歌を（2011年12月発売[1]、ISBN 9784276554542）
- 第4曲「くちびるに歌を」吹奏楽伴奏版[5]（レンタル譜）
- 「くちびるに歌を」オーケストラ伴奏版[6]（レンタル譜）
- 「くちびるに歌を」中編成オーケストラ伴奏版[7]（レンタル譜）
- 「くちびるに歌を」ピアノ・弦楽合奏伴奏版[8]（レンタル譜）